# Platteville (Wisconsin)
Platteville – miasto w Stanach Zjednoczonych, w stanie Wisconsin, w hrabstwie Grant.